# Roshon van Eijma
Roshon van Eijma (geboren am 9. Juni 1998 in Tilburg, Niederlande) ist ein niederländischer Fußballspieler, der als Innenverteidiger für RKC Waalwijk in der niederländischen ersten Liga spielt. Seit 2021 vertritt er die Nationalmannschaft des niederländischen Landes Curaçao.

## Vereinskarriere
Sein Profidebüt gab van Eijma am 28. September 2018 für Roda JC Kerkrade im niederländischen Zweitligaspiel gegen SC Cambuur.
Im September 2020 wechselte er von Kerkrade nach Preußen Münster. Sein erstes Spiel absolvierte er am 13. Dezember gegen Rot-Weiß Oberhausen, in dem er in der 54. Minute mit einer roten Karte vom Platz gestellt wurde. In seiner ersten Saison in Deutschland absolvierte van Eijma elf Spiele in der Regionalliga West und gewann mit dem Verein den Westfalenpokal 2020/21.
Am 17. August 2021 gab Preußen Münster die im beiderseitigen Einvernehmen vorzeitige Auflösung seines Vertrags bekannt. Als Grund wurde die hohe Anzahl an van Eijmas Nationalmannschaftsabstellungen genannt. Er wechselte daraufhin zu TOP Oss in die Niederlande.
Am 2. Juli 2024 unterschrieb van Eijma einen Zweijahresvertrag bei niederländischen Erstligisten RKC Waalwijk.

## Nationalmannschaftskarriere
Van Eijma stand erstmals im September 2019 im Kader der Nationalmannschaft von Curaçao, kam aber zu keinem Einsatz in der CONCACAF Nations League 2019–21.
Unter dem Nationaltrainer Guus Hiddink wurde er für die CONCACAF-WM-Qualifikation zur Weltmeisterschaft 2022 in Katar berufen. Sein Debüt in der Nationalmannschaft gab van Eijma am 25. März 2021 gegen St. Vincent und die Grenadinen, als er in der 70. Minute eingewechselt wurde.

## Erfolge
- Westfalenpokal: 2021